# Длиннорылый алепизавр
Длиннорылый алепизавр, или большеголовый алепизавр (лат. Alepisaurus ferox), — вид лучепёрых рыб семейства алепизавровых (Alepisauridae).

## Описание
Максимальная длина тела 215 см, а масса — 9 кг.
Тело сильно удлинённое, тёмно-серебристой окраски, лишено чешуи. Брюхо серебристо-серое. Спинной плавник начинается на уровне заднего конца жаберной крышки, очень длинный и высокий, содержит 30—45 мягких лучей. Три луча, начиная с четвёртого-пятого, заметно длиннее остальных. Имеется жировой плавник. Хвостовой плавник вильчатый. На нижней челюсти и нёбных костях расположены длинные конические кинжаловидные зубы. Фотофоры на брюхе отсутствуют.

## Распространение
Широко распространены в тропических и субтропических водах всех океанов.
В период нагульных миграций взрослые особи встречаются в умеренных и даже субарктических водах в Беринговом и Охотском морях, у побережья восточной Камчатки, Курильских и Японских островов; у тихоокеанского побережья Северной и Южной Америки, а также в Атлантическом океане до Гренландии и Исландии.
Обитают на глубине от 0 до 1830 м. Для алепизавров характерны вертикальные суточные миграции, следуя за пищей, ночью они поднимаются ближе к поверхности.
Эти рыбы часто выбрасываются на берега северной части Тихого океана, что связано с периодами похолодания, обусловленными Ла-Ниньа. Также попадают в сети рыбаков как побочный улов при ловле тунца.

## Размножение
Исследовано недостаточно. Неполовозрелые особи являются гермафродитами, однако функциональный гермафродитизм у взрослых особей не доказан.

## Питание
Хищники. В состав рациона входят рыбы, головоногие, оболочники, кальмары, ракообразные, черви.